# Kerstin Berglund
Kerstin R. Berglund (Uppsala, 22 febbraio 1955) è un'ex cestista svedese.

## Carriera
Con la Svezia ha disputato i Campionati europei del 1978.